# K짱 NEWS
《K짱 NEWS》(일본어: KちゃんNEWS)는 일본의 라디오 프로그램이다. 분카 방송 《레코멘!》 내에서, 《NEWS의 Party Time》의 후계 프로그램으로서 2005년 4월 4일부터 개시해, 현재는 일본 시간 매주 화요일 24시부터 24시 반의 사이에 방송된다. NEWS의 코야마 케이치로가 퍼스낼리티를 맡는다. 2024년 3월 27일을 끝으로 프로그램이 종료되었다.

## 개요
- 매회 게스트로서 NEWS의 멤버가 1명 출연 해, 코야마와 함께 프로그램을 진행한다. 공식 사이트상에서는 30분간 프로그램으로 여겨지지만, 플로트 프로그램이기 때문에 실제로 방송되는 시간은 짧고, 방송되는 시간대에도 흔들림이 있다. 과거에는 레코멘다의 K타로도 고정출연하고 있었다.
- 《K짱 NEWS》가 되고 나서는, 니시키도 료·우치 히로키는 출연하고 있지 않고, 2006년 2월 이후에는 주로, 마스다 타카히사, 카토 시게아키, 테고시 유야 3명이 로테이션을 짜 출연하는 형태를 취하고 있다. 최다 연속 출연은 마스다 타카히사로, 4주 연속 출연이다. (2007년 3월 기준)
- 그 후, 최다 연속 출연 기록은 새로 바뀌어, 카토 시게아키가 6주 연속 출연했다. (2008년 6월 기준)

멤버가 같은 날에 2인 출연한 회도 있다.
- 2006년 1월 2일, 카토 시게아키·쿠사노 히로노리. 새해가 되고 나서 1번째 방송이었기 때문에.
- 2006년 12월 18일·25일, 마스다 타카히사·테고시 유야. 마스다만 출연 예정이었지만, 프로그램 도중에 테고시가 불러 들여져 테고마스의 싱글 《미소 수프》의 고지나, 스웨덴에 도항했을 때의 에피소드를 말했다.
- 2007년 3월 19일, 야마시타 토모히사·마스다 타카히사. 본래는 야마시타만의 출연이었지만, 프로그램의 후반에 마스다가 불러 들여져서 함께 이야기를 했다. 덧붙여 야마시타는 이번이 첫 출연이다.
- 2007년에 들어가고 나서는, 생방송을 실시할 기회가 증가했다.
- 마스다만이 생방송을 아직 하지 않은 이유는 레코멘 스탭이 방송 사고가 되는 것을 무서워하고 있기 때문인 것 같다.
- 2008년 5월 12일, 프로그램 첫 1시간 생방송을 한다. 그 전의 방송 때에 청취자로부터의 〈코야마 군의 생일 기념으로 1시간 생방송을 해주세요〉라고 하는 소리에 시원스럽게 결정되어 생방송을 하게 되었다.
- 2008년의 9월 1일에 생방송을 실시해, 카토 시게아키, 테고시 유야, 마스다 타카히사가 게스트로 출연해, 마스다는 이번이 첫 생방송 출연이 되었다.
- 코너의 수가 최다이다.
- 방송 개시부터 월요일 24시 ~ 24시 반 사이의 방송이었지만, 2011년 10월부터, 방송 시간이 화요일의 동시간으로 변경이 되었다.

## 코너
케이치로의 방
프로그램의 마지막에 실시하는, 게스트의 근황 보고를 하는 코너. 토크 프로그램 《테츠코의 방》과 같게 〈테츠코의 방 테마〉를 BGM로서 사용하고 있다.
오늘 밤의 마스석
마스다 타카히사를 피식 웃기는 청취자로부터의 편지를 소개하는 코너.
망상 키스 시츄에이션
청취자가 보내준 이상의 키스 시츄에이션을 소개해, 코야마 게이치로와 그 날의 멤버 게스트로 그 청취자의 시츄에이션을 연기하는 코너. 모두 테고시가 미니 연극을 연기하는 항례이다. 이전에는 카토·마스다도 연기하고 있었지만, 본인들이 싫어하고 미묘한 공기가 되어, 현재는 테고시의 코너가 되고 있다.
시겟타
보내져 온 청취자의 말하고 싶을 뿐인 중얼거림 메일에 대해서 카토가 재미있는 리액션을 돌려주는 코너.
걸즈 토크
청취자가 보낸 평상시 하고 있는 걸즈 토크의 테마로, 코야마들이 남자의 시선으로 이야기하는 코너.
후츠오타 (보통 사연)
청취자로부터의 보통 사연을 소개해가는 코너.
마스 오코
청취자가 과거에 저질렀던 나쁜 일을 소개해, 마스다가 혼내주는 코너.
테고시의 첫 경험
2012년 5월 22일에 시작된 코너. 어린 나이에 쟈니즈에 들어와 연예계 생활을 하고 있는 테고시라면 보통 그 나이대의 남자라면 당연히 경험해본 것도 못 해본게 많을거라고 생각해서 만들어진 코너로, 〈테고시 군, 이런 거 해본 적 있어요?〉라는 질문에 테고시와 코야마가 이야기해나가는 코너.
시게아키 선생님의 인생의 법칙
2012년 5월 8일에 시작된 코너로, 시게가 무의식중에 〈이거 알겠어〉라고 말할만한 인생의 법칙을 청취자가 보내주면 코야마와 시게가 그 법칙에 대한 얘기를 해나가는 코너.

### 과거에 했던 코너
NEWS 진검승부 이미지 조사
청취자에게 NEWS의 멤버 각각을 무언가에 비유해 주는 코너.
NEWS 망상족
NEWS의 멤버는 〈~~하고 있는 거 아닌가?〉 〈~~하고 있는 듯〉이라 하는 청취자가 망상하는 멤버의 뒤쪽을 소개하는 코너.
전국 일제 코야마 세미나
바보같은 코야마에게 청취자가 문제를 내는 코너.
코야마 학급회·남자의 말, 여자의 말
하나의 의제에 관해서, 남녀 양쪽 모두의 청취자 의견을 모은다.
코야마 케이치로의 〈YOU, 최근 Do나노(어때)?〉
프로그램의 마지막에 실시하는, 게스트의 근황 보고를 하는 코너.
오늘 밤도 웃음TIME
제목에 따른 재미있는 내용을 청취자로부터 모집해, 코야마와 게스트가 발표, 대결하는 코너. 승패는 스탭의 판정으로 3회 지면 벌칙 게임을 하게 된다.
일본 전국 코야마 카페
코야마가 카페의 오너가 되어, 게스트와 함께 맛있는 것을 먹는 코너. 신 스튜디오에 이전 후, 스튜디오 내에서는 음식 금지라서 종료했다.
맨발의 신데렐라 걸 선수권
청취자로부터 모집한 운이 좋았던 일을 소개한 다음, 사전에 연락하지 않고 갑자기 청취자에게 전화를 거는 코너.
마스다가의 식탁
마스다 타카히사가 게스트 출연하는 회에 행해지는 코너. 청취자로부터 모집한 혼자만의 요리 메뉴를 비평해, 가끔 시식도 실시한다.
JMHA
〈자신들의 주위에서만 하고 있는 놀이〉의 약어. 그 이름과 같이, 청취자의 주변에서 하고 있는 그들만의 놀이를 모집해, 코멘트하는 코너.
마이 붐
코야마 군이 해줬으면 좋겠다고 생각하는 마이 붐을 보내주는 코너.
회문
멤버의 이름을 사용한 회문(위에서부터 읽어도 아래서부터 읽어도 같은 문장)을 보내주는 코너.
코야마 케이치로의 〈멤아이(사랑)〉
NEWS의 멤버의 이름이 들어간 룰렛을 돌려, 맞은 인물에 대해 코야마와 게스트가 말한다. 2006년의 활동 중단을 기회로 일단은 종료했지만, 2007년 3월 19일부터 재개했다.
없애자! 제너레이션(세대) 갭
테고시 유야가 게스트 출연하는 회에 행해진다. 청취자로부터 모집한 사어를 읽어 내려 코멘트한다고 하는 코너.
무대 뒤 NEWS 뉴스
NEWS의 무대 뒤의 모습을 MD에 녹음해, 방송한다. 이동중의 대화나, 콘서트 직전에 실시하는 원진의 구령 등, 내용은 다방면에 이른다. 2006년 활동 중단을 기회로 일단은 종료했지만, 2007년 4월 16일부터 재개했다.
테고시의 유언실행
신성인의 맹세로 색종이에 〈유언실행〉이라고 쓴 테고시 유야가 청취자가 보낸 억지스런 요구에 도전하는 코너.
시게짱에게 묻고 싶다
카토 시게아키에 아무래도 묻고 싶은 질문을 모집하는 코너. 2008년 9월에 종료.
시게오타
카토 시게아키에의 편지. 청취자로부터의 편지가 Twitter같이 한마디로 보내져 오게 되었기 때문에, 시게오타로부터 시겟타로 바뀌었다.
마스도루
청취자에게 마스다의 아이돌다운 캐치프레이즈, 캐릭터, 데뷔 곡 등을 생각해 주는 코너.
마스다 타카히사 와일드화 계획
2012년 6월 19일부터 2013년 5월 28일까지 했던 코너로, 귀여운 이미지인 맛스가 와일드해지기 위해서 청취자에게 '맛스, 이런거 해보면 와일드해지지 않을까요?'하는 사연을 받아서 이야기해나가는 코너.

## NEWS의 Party Time
《NEWS의 Party Time》(NEWSのParty Time)은 《K짱 NEWS》의 전신이 되는 라디오 프로그램. 분카 방송 《레코멘!》 안에서, 일본 시간의 격주 월요일에 방송되었다. 코야마 케이치로가 퍼스낼리티를 맡아 NEWS의 멤버가 1명씩 게스트로서 등장해 프로그램을 진행시켜 나가는 형식은, 《K짱 NEWS》에 계승되었다. 2005년 3월 21일에 종료했다.
프로그램 타이틀은 싱글 《체리시》에 수록된, 〈Party Time〉이라고 하는 악곡으로부터 쓰였다. 이 곡은 프로그램의 테마 송으로서 사용되었다.

### 코너
Party Time에 어서오세요
청취자나 게스트의 축하를 소개한다.
각 멤버의 코너
- 니시키도 료의 〈프롬 히가시오사카〉
- 마스다 타카히사의 〈STOP THE 마스다〉
- 우치 히로키의 〈매끈매끈〉
- 카토 시게아키의 〈시게킥스〉
- 테고시 유야의 〈테고멘!〉
- 쿠사노 히로노리의 〈후~〉